# Puig dels Jueus
|  | Per a altres significats, vegeu «Puig dels Jueus (Vic)». |

El Puig dels Jueus és una muntanya de 820 metres que es troba al municipi de Sant Sadurní d'Osormort, a la comarca d'Osona.